# コットン郡 (オクラホマ州)
コットン郡（英: Cotton County）は、アメリカ合衆国オクラホマ州の南部に位置する郡である。2010年国勢調査での人口は6,193人であり、2000年の6,614人から6.4％減少した。郡庁所在地はウォルターズ市（人口2,551人）であり、同郡で人口最大の都市でもある。

## 歴史
現在のコットン郡となっている地域は、オクラホマが州になった1907年にコマンチ郡の領域に入っていた。コットン郡としては1912年に分離され、州内で最後に設立された郡となっている。郡名は郡内で栽培される主要作物に因んで住民投票で決められた。
当時、ランドレットの町が暫定郡庁所在地に指定され、1912年11月4日に現在のウォルターズが改めて指定され、現在に至っている 。
1915年には綿花に代わってコムギやトウモロコシが主要作物になった 。1934年、トウモロコシの栽培が衰退し、コムギ、綿花、オート麦が主要作物になった 。
郡の人口は1920年の16,679人をピークとして、以降減少を続けている。

## 地理
アメリカ合衆国国勢調査局に拠れば、郡域全面積は642平方マイル (1,662.8 km2)であり、このうち陸地637平方マイル (1,649.8 km2)、水域は5平方マイル (12.9 km2)で水域率は0.83％である。
コットン郡の東部はクロスティンバーズ地域（東部森林地帯と中西部グレートプレーンズの境目にある領域）である。そこのクリークなど水流は南東のレッド川に流れ、レッド川が郡の南側境界を作っている。

### 主要高規格道路
- 州間高速道路44号線
- アメリカ国道70号線
- アメリカ国道277号線
- アメリカ国道281号線
- オクラホマ州道5号線
- オクラホマ州道53号線
- オクラホマ州道65号線

### 隣接する郡
- コマンチ郡 - 北
- スティーブンズ郡 - 北東
- ジェファーソン郡 - 南東
- クレイ郡 (テキサス州) - 南
- ウィチタ郡 (テキサス州) - 南西
- ティルマン郡 - 西

## 経済
コットン郡経済は農業の綿花やコムギといった作物、さらに牛や鶏といった家畜などに関して永い間に変遷してきた。1910年代後半からは、石油とガスが強力な産業として成長し、1920年には郡内に290の掘削井戸があり、そのうち32は天然ガス用だった。郡の南部にはデボル製油所、ポンプ場およびパイプラインがあった。大型の小売アウトレット店であるテンプルズ・B＆O・キャッシュストアが国内に商品を出荷していたが、1929年にシアーズとローバックに買収され、1954年には閉店した。
1997年、郡内には69,988頭の牛がおり、鶏肉の販売量では州内で11位だった。

## 人口動態

人口ピラミッド

以下は2000年の国勢調査による人口統計データである。
| 基礎データ - 人口: 6,614人 - 世帯数: 2,614 世帯 - 家族数: 1,840 家族 - 人口密度: 4人/km2（10人/mi2） - 住居数: 3,085軒 - 住居密度: 2軒/km2（5軒/mi2） 人種別人口構成 - 白人: 84.70% - アフリカン・アメリカン: 2.86% - ネイティブ・アメリカン: 7.42% - アジア人: 0.12% - 太平洋諸島系: 0.03% - その他の人種: 1.81% - 混血: 3.05% - ヒスパニック・ラテン系: 4.85% 年齢別人口構成 - 18歳未満: 25.4% - 18-24歳: 7.4% - 25-44歳: 26.7% - 45-64歳: 22.8% - 65歳以上: 17.8% - 年齢の中央値: 39歳 - 性比（女性100人あたり男性の人口） - 総人口: 98.6 - 18歳以上: 94.6 | 世帯と家族（対世帯数） - 18歳未満の子供がいる: 31.3% - 結婚・同居している夫婦: 57.6% - 未婚・離婚・死別女性が世帯主: 9.7% - 非家族世帯: 29.6% - 単身世帯: 27.3% - 65歳以上の老人1人暮らし: 14.9% - 平均構成人数 - 世帯: 2.46人 - 家族: 3.00人 収入と家計 - 収入の中央値 - 世帯: 27,217米ドル - 家族: 35,129米ドル - 性別 - 男性: 28,443米ドル - 女性: 19,101米ドル - 人口1人あたり収入: 14,626米ドル - 貧困線以下 - 対人口: 18.2% - 対家族数: 13.7% - 18歳未満: 24.4% - 65歳以上: 16.9% |

## 都市と町
- デボル
- ランドレット
- テンプル
- ウォルターズ - 郡庁所在地
- クッキータウン

## 大衆文化の中で
コットン郡は、ケーブルテレビ、衛星放送向けのチャンネル「アニマルプラネット」のドキュメント番組""Hillbilly Handfishin'""の主要舞台である。